# کنجیرو ازوه
کنجیرو ازوه (انگلیسی: Kenjiro Ezoe؛ زادهٔ ۲۵ اوت ۱۹۸۲) بازیکن فوتبال اهل ژاپن است.
از باشگاه‌هایی که در آن بازی کرده‌است می‌توان به باشگاه فوتبال سرزو اوساکا اشاره کرد.